# Studio Miniatur Filmowych
Studio Miniatur Filmowych – polskie studio filmowe, niegdyś jeden z najstarszych w kraju producentów filmowych, działało od 1 stycznia 1958 roku. Powstało w wyniku przekształcenia warszawskiej filii Studia Filmów Rysunkowych w Bielsku-Białej, działającej jako przedsiębiorstwo państwowe. Filię bielskiego Studia tworzyli: Witold Giersz, Mieczysław Poznański i Leszek Kałuża. Struktura Studia pozostała niezmieniona do 1990 roku.
Studio wyprodukowało ponad 1500 obrazów, wśród nich są zarówno autorskie filmy krótkometrażowe (w tym Piotra Dumały i Jana Lenicy), seriale dla dzieci, jak i filmy kinowe. Ostatnim dyrektorem studia był Włodzimierz Matuszewski. W październiku 2019 studio zostało włączone do Wytwórni Filmów Dokumentalnych i Fabularnych.

## Historia
Powstało w 1958 roku w Warszawie. Od tego czasu wyprodukowało ok. 1500 filmów, głównie animowanych, dla dzieci, młodzieży i dorosłych. Było jednym z 5 istniejących w PRL-u studiów animacji. Pierwszą poważną koprodukcją międzynarodową SMF był serial Dwa koty i pies, w której wkład wnieśli m.in. prywatni inwestorzy z Holandii i Polski oraz TVP.
W latach 1995–1996 SMF, jako jedyne Studio spoza krajów Unii Europejskiej (wraz z innymi studiami z Francji, Wielkiej Brytanii, Niemiec, Hiszpanii i Belgii), uczestniczyło w realizacji serialu Billy the Cat (pol. Kot Billy). W latach 1996–1998 Studio współrealizowało serię Troubles (Ink-Tank/CTW).
Na podstawie Zarządzenia Ministra Kultury i Dziedzictwa Narodowego z dnia 3 września 2019 r., z dniem 1 października 2019 r. Studio Miniatur Filmowych połączyło się ze studiami Tor, Zebra, Kadr i „starą” WFDiF, na bazie których powstała nowa Wytwórnia Filmów Dokumentalnych i Fabularnych.

## Produkcje animowane (m.in.)
- Zmiana warty (1958), reż. Halina Bielińska, Włodzimierz Haupe
- Baśnie i waśnie
- Dziwne przygody Koziołka Matołka
- Gucio i Cezar
- Jacek śpioszek
- O dwóch takich, co ukradli księżyc
- Szkoła (1958)
- Bibi (1961)
- Czerwone i czarne (1963), reż. Witold Giersz
- Labirynt (1962), reż. Jan Lenica
- The Matter (1963), reż. Kazimierz Urbański
- Apel (1970), reż. Ryszard Czekała
- Łagodna (1985), reż. Piotr Dumała
- Tryumf pana Kleksa (2001), reż. Krzysztof Gradowski
- Warzywniak, 360° (2007), reż. Andrzej Barański
- Klatki (1966), reż. Mirosław Kijowicz
- Piesek w kratkę
- Fortele Jonatana Koota
- Pies, kot i...
- Pomysłowy Dobromir
- Tajemnica szyfru Marabuta
- Tydzień przygód w Afryce
- Proszę słonia
- Dawid i Sandy
- Hip-Hip i Hurra
- Mami Fatale
- Podróże na burzowej chmurze (serial TV, 2008–2009)
- Dixie
- Podróże na burzowej
- Pajęczaki
- Czarodziejska góra
- Łaźnia
- Król i Królik
- Tomasz Edison i nauka stosowana

## Nagrody
Produkcje SMF były nagradzane m.in. Złotą Palmą w Cannes, Grand Prix w Oberhausen, Zagrzebiu i Ottawie.
Na 40-lecie istnienia Studia Miniatur Filmowych (w 1998 roku) przyznano mu Nagrodę Specjalną za wkład w rozwój polskiej animacji – nagroda przyznana została podczas Ogólnopolskiego Festiwalu Autorskich Filmów Animowanych w Krakowie.
W 2011 roku Studio Miniatur Filmowych zostało nominowane do nagrody Polskiego Instytutu Sztuki Filmowej w kategorii Edukacja Młodego Widza.